# Agilisaurus
Agilisaurus („agilní ještěr“), byl rod menšího ptakopánvého dinosaura, žijícího v období střední jury (asi před 168 až 161 miliony let) na území dnešní východní Asie. Jediný dnes známý druh A. louderbacki byl formálně popsán v roce 1990.

## Popis
Tento malý býložravý dinosaurus je znám z poměrně kompletní kostry o celkové délce asi 1,2 metru, objevené v proslulém geologickém souvrství Dašanpu. Agilisaurus zřejmě dokázal velmi rychle běhat a byl drobným býložravcem, který se před dravci snažil zachránit útěkem. V dospělosti mohl dosahovat délky kolem 1,7 metru a hmotnosti asi 12 kg.